# Dubbelhuvudspindel
Dubbelhuvudspindel (Diplocephalus permixtus) är en spindelart som först beskrevs av O. Pickard-Cambridge 1871.  Dubbelhuvudspindel ingår i släktet Diplocephalus och familjen täckvävarspindlar. Arten är reproducerande i Sverige. Inga underarter finns listade i Catalogue of Life.